# Carcelia inflatipalpis
Carcelia inflatipalpis là một loài ruồi trong họ Tachinidae.